# Peter Madsen (uitvinder)

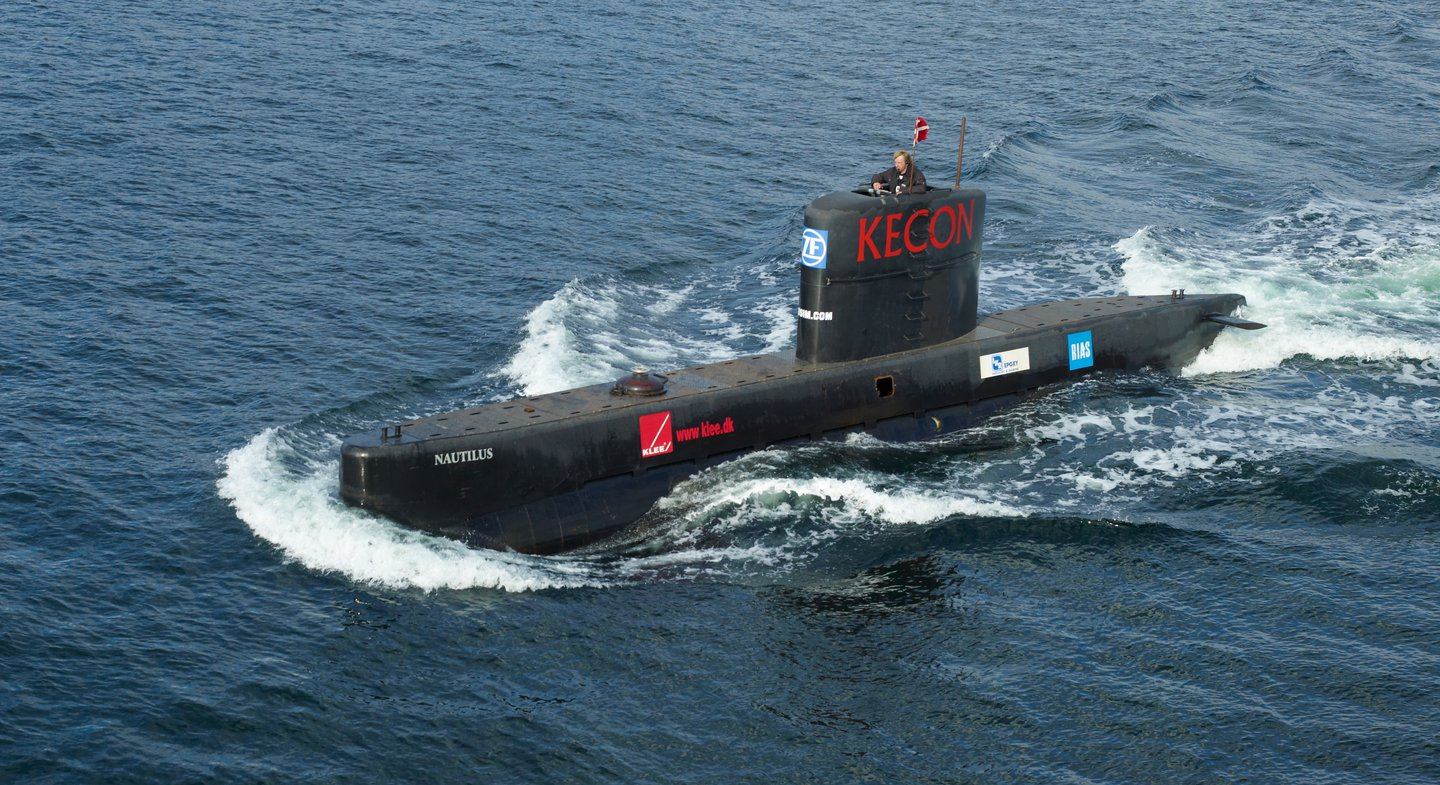
De UC3 Nautilus met Peter Madsen in 2008

Peter Langkjær Madsen (Sæby bij Kalundborg, 12 januari 1971) is een Deense uitvinder die zich heeft beziggehouden met de constructie van raketten en onderzeeërs. Hij werd daarvoor diverse malen bekroond en bracht het tot internationaal bekende Deen, die de bijnaam "Raket-Madsen" verwierf. Aan zijn carrière als ontwerper en constructeur kwam abrupt een einde toen hij in augustus 2017 werd gearresteerd wegens verdenking van de moord op de Zweedse journaliste Kim Wall. Hij werd schuldig bevonden en in april 2018 tot een levenslange gevangenisstraf veroordeeld.

## Innovatief ondernemer en ontwerper
Madsen begon aan een technische studie, maar behaalde geen ingenieursdiploma en is autodidact. Hij verwierf voor het eerst bekendheid dankzij de privaat gefinancierde constructie van een ruim 17 meter lange duikboot, de UC3 Nautilus, die op 3 maart 2008 in Kopenhagen te water werd gelaten. Daarvoor had hij al twee kleinere duikboten ontworpen, de UC1 Freya en UC2 Kraka. Ook was hij in 2008 een van de oprichters van Copenhagen Suborbitals, een non-profitorganisatie die zich bezighoudt met ruimtevaarttechnologie. Er was een plan om een bemande raket met betalende passagiers de ruimte in te sturen en er werd in 2011 een zelfgebouwde raketmotor Heat 1X Tycho Brahe getest. In 2014 verliet hij deze organisatie en begon hij zijn eigen 'Rocket Madsen Space Lab' (RML). Door zijn vele optredens met presentaties en lezingen over ruimtevaart werd hij het populaire gezicht van zijn bedrijf.
Peter Madsen heeft voor zijn werk op het gebied van de ruimtevaart diverse prijzen ontvangen:
- in 2010 de Heinrich-prijs (samen met Kristian von Bengtson)
- in 2013 de Breitling Milestone Award
- in 2014 de Ellehammer-prijs.

## Moord op Kim Wall
Op 10 augustus 2017 vertrok Madsen in zijn onderzeeboot UC3 Nautilus uit Kopenhagen samen met de 30-jarige Zweedse journaliste Kim (Isabel Fredrika) Wall, medewerkster van onder meer The Guardian, The New York Times, Slate, Time en Süddeutsche Zeitung, die een reportage over de tocht wilde maken. Op 11 augustus zonk de onderzeeër in de Baai van Køge. Madsen werd gered, maar Wall bleef spoorloos. Madsen werd gearresteerd op verdenking van dood door nalatigheid. Over Walls lot legde hij tegenstrijdige verklaringen af. Eerst verklaarde hij dat hij haar aan land had gezet op Refshaleøen, het schiereiland op de noordpunt van Amager waar ze woonde. Vervolgens zei hij dat ze door een ongeluk om het leven was gekomen, waarna hij haar lichaam een zeemansgraf had gegeven.
Walls verminkte lichaam zonder hoofd en ledematen werd op 20 augustus teruggevonden op de walkant van Amager. De verdenking tegen Madsen werd uitgebreid naar 'nalatige doodslag', doodslag zonder meer of moord, en naar lijkschennis. Twee weken later lichtte hij toe hoe volgens hem de toedracht was: een zwaar luik zou dichtgeklapt en op haar hoofd terechtgekomen zijn. Dit verhaal werd ongeloofwaardig geacht, want bij onderzoek vond men meerdere steekwonden in het lichaam. Op 7 oktober 2017 vond de Deense politie het hoofd en de benen van Kim Wall. Er zaten geen breuken in de schedel. De lichaamsdelen werden samen met een mes gevonden in plastic zakken, die waren verzwaard met stukken metaal om ze te laten zinken. De vondst werd gedaan in de buurt waar de torso van Wall in augustus werd gevonden. Ook vonden duikers kledingstukken. Op 30 oktober 2017 gaf Madsen een nieuwe verklaring. Kim Wall zou in de boot zijn omgekomen door koolstofmonoxidevergiftiging, terwijl hij aan dek was. Hij gaf toe dat hij haar lichaam had verminkt, maar bleef schuld aan haar dood ontkennen.
Het moordproces tegen de ontkennende verdachte Peter Madsen begon op 8 maart 2018 in Kopenhagen. De strafeis was levenslang op beschuldiging van moord. Op 25 april kreeg Madsen levenslang. Madsens advocate tekende hoger beroep aan, waarbij alleen de strafmaat werd betwist, niet de uitspraak 'schuldig'. Het vonnis werd op 26 september 2018 bekrachtigd door de Østre Landsret (het Hof van Beroep voor oostelijk Denemarken). De rechter bepaalde ook dat de UC3 Nautilus moest worden vernietigd. Eind 2018 werd bekendgemaakt dat deze opdracht was uitgevoerd.
Om de herinnering aan Kim Wall levend te houden als journaliste, niet als slachtoffer, stelde haar familie een stipendium in voor jonge vrouwelijke journalisten.

## Na de veroordeling
Ook na zijn veroordeling kwam Madsen diverse malen in het nieuws. Hij werd gedetineerd in de gesloten Storstrøm-gevangenis op Falster. Daar knoopte hij een relatie aan met een vrouwelijke gevangenisbewaarder. Nadat daarover ophef was ontstaan, nam ze ontslag omdat ze weigerde het contact met hem te verbreken. In augustus 2018 belandde Madsen in het ziekenhuis nadat een 18-jarige medegevangene hem met een mes had aangevallen. Hij werd daarna op eigen verzoek overgeplaatst naar de Herstedvester Fængsel, de psychiatrische gevangenis voor langgestraften in Albertslund aan de westkant van Kopenhagen. Daar viel in februari 2019 een 28-jarige gedetineerde hem aan, ook met een mes. 
Op 19 december 2019 trouwde Madsen in de gevangenis met de van Moskou naar Finland uitgeweken Mauritiaanse kunstenares Jenny Curpen. Zij was bezig met het kunstproject Det her er ikke den Peter vi kendte (Dit is niet de Peter die we kenden), maar verzekerde dat het huwelijk serieus gemeend was en geen onderdeel was van haar project. Ze verklaarde: "Mijn echtgenoot is een van de twee slachtoffers van deze misdaad en dat hij bleef leven was op zichzelf al een straf voor hem". Het huwelijk hield geen stand en de scheiding werd in januari 2022 uitgesproken. Madsen was eerder getrouwd van 2011 tot 2018, maar toen hij verdacht werd van de moord verliet zijn echtgenote hem.
In september 2020, bijna twee jaar na zijn veroordeling in hoger beroep, gaf Madsen in een gesprek met de documentairemaker Kristian Linnemann voor het eerst toe dat de dood van Kim Wall geen ongeluk was geweest en dat alleen hijzelf verantwoordelijk was voor haar lot. "Dat gebeurde doordat Kim Wall zo ongelooflijk veel pech had door mij precies die dag te ontmoeten".
Op 20 oktober 2020 ontsnapte Madsen uit Herstedvester Fængsel. Hij werd al snel in een naburige woonwijk aangetroffen en gearresteerd. Daarna werd hij weer overgeplaatst naar de zwaar beveiligde Storstrøm-gevangenis.
In september 2021 haalde Madsen opnieuw het nieuws, nadat een zeventienjarig meisje verliefd op hem was geworden. Hij had via een tussenpersoon op Facebook contact gezocht met vrouwen. Naar aanleiding hiervan diende de toenmalige sociaaldemocratische minister van justitie Nick Hækkerup  bij het Folketing een wet in om te voorkomen dat langgestrafte gedetineerden sympathie proberen te kweken door liefdesrelaties aan te gaan met bewonderaars(ters). De eerste tien jaar van hun detentie mogen veroordeelden alleen contact hebben met mensen die ze al voor hun gevangenschap kenden. De wet werd aangenomen en trad op 1 januari 2022 in werking.

## Media
Grøndahl
Eind 2017 veroorzaakte de internationaal bekende Deense schrijver Jens Christian Grøndahl ophef door een uitspraak in het tijdschrift Femina in een tweegesprek met Jørgen Leth: "Het is NOOIT de schuld van een vrouw als een man besluit haar aan te vallen. Maar, dat gezegd hebbende... nou, als ik kijk naar de foto van het slachtoffer, hoe ze zich laat fotograferen, hoe ze in de camera kijkt... kan ik er niet omheen te denken dat dit een meisje is dat problemen zoekt". Nadat over deze slachtofferbeschuldiging grote verontwaardiging ontstond trok hij een maand later zijn woorden in en bood excuses aan voor zijn "ongepaste en respectloze" commentaar.
Into the Deep
In januari 2020 ging op het Sundance Film Festival in Utah de Deense documentaire Into the Deep in première, geregisseerd door de Australische Emma Sullivan. De film, die anderhalf uur duurt, heeft als onderwerp Peter Madsen en gaat ook in op zijn projecten en de vrijwilligers die hem daarbij hielpen. De opnamen zijn gemaakt zowel voor als na de dood van Kim Wall. Netflix, dat de film in zijn pakket op zou nemen, trok zich terug nadat sommige deelnemers bij nader inzien hun naam niet aan het project wilden verbinden.
The Investigation
Herfst 2020 vertoonde het Deense TV2 de zesdelige "true crime" dramaserie Efterforskningen (The Investigation), gebaseerd op het onderzoek naar de dood van Kim Wall, resulterend in de veroordeling van Peter Madsen. Het slachtoffer en hij komen niet als personages in de film voor, evenmin als de misdaad zelf. Ondanks deze ingetogen benadering riep de film in Denemarken en Zweden controverses op, onder meer omdat het nog relatief recente verhaal wonden bij nabestaanden zou kunnen openrijten. De regisseur is Tobias Lindholm en de rollen van de onderzoekers worden gespeeld door Søren Malling en Laura Christensen, met bijrollen van Pilou Asbæk, Pernilla August en Rolf Lassgård. De serie werd ook uitgezonden door zenders buiten Denemarken, waaronder Canvas en NPO 2.
Undercurrent
In 2022 maakte HBO de tweedelige tv-documentaire Undercurrent: The Disappearance of Kim Wall over de verdwijning van Kim Wall, het moordonderzoek en de rechtszaak.